# Gaziura
Gaziura (em grego: Γαζίουρα) foi uma cidade da região do Ponto, no nordeste da Ásia Menor, situada nas margens do rio Íris (atual Yeşilırmak), junto ao local onde o seu curso vira para norte. Foi o local de residência dos reis do Ponto, mas no tempo de Estrabão (63 a.C.–24 d.C.) já estava deserta. Dião Cássio (ca.  155–229 d.C.) refere-se à cidade como o lugar onde Mitrídates VI do Ponto (r. 120–63 a.C) tomou posição contra os triários romanos.
Alguns académicos identificam Gaziura com Talaura, o local onde Mitrídates VI escondeu os seus tesouros, outros com Ibora, uma sé titular católica romana e outros ainda com a moderna cidade de Turhal, na província de Tocate. Tanto Talaura como Ibora se situam nas proximidades do que é hoje Turhal.